# توماسو دورازیو
توماسو دورازیو (انگلیسی: Tommaso D'Orazio؛ زادهٔ ۳ مهٔ ۱۹۹۰) بازیکن فوتبال اهل ایتالیا است.
از باشگاه‌هایی که در آن بازی کرده‌است می‌توان به باشگاه فوتبال آنکونا اشاره کرد.